# Marthe de Noaillat
Marthe de Noaillat (née Marthe Devuns) le 29 novembre 1865 au Crotoy et morte le 5 février 1926 à Paray-le-Monial) est une catholique française, ascète et conférencière. Elle est parvenue à convaincre le pape Pie XI d'instituer, en 1925, la fête du Christ-Roi.

## Biographie

### Jeunesse
Marthe était la septième d’une fratrie de douze enfants, leur père, de famille ancienne de Saint-Étienne, y était magistrat, Jean-Baptiste Devuns, et leur mère, Anne Zélina Goyard, était très pieuse « si détachée des biens de ce monde que Marthe disait d'elle "d’avoir compris très jeune le vrai sens de la vie" ». À huit ans, — quand la famille vint vivre au château familial au Cuncy parce que la gd mère maternelle y était devenue paralysée —, Marthe avait dès son plus jeune âge commencé à collecter des dons pour les pauvres. Grandirent avec elle sa passion de l’apostolat, la défense des opprimés (des actes de son cru dans son entourage le prouvèrent); et un gout inné de lecture :pendant ses sept années de scolarité à l’école privée de Clamecy elle dévora les 400 volumes de la bibliothèque paroissiale sans pour autant nuire à son travail scolaire. Bref, « cette ardeur naturelle qu’elle portera dans toutes ses entreprises ». Sa quinzième année elle l’avait voulu loin, pensionnaire des religieuses éducatrices de l'Assomption d'Auteuil pour leur enseignement plus fort, y mena de 1880 à 1885 de très brillantes études, et tout en se dévouant à tous, prépara et « obtint en juillet 1884 son brevet supérieur. »Emmenée pour ses 20 ans à Rome par l’abbé Paul Devuns son oncle, elle écrivait le soir, pendant ce séjour, ses impressions : 

« Rome nous élève, mais pour cela, il ne faut pas partir du ton ordinaire de ce monde, il faut redescendre et écouter jusqu’aux notes les plus profondes et les plus vraies de notre âme, le sentiment du beau, le désir de l’infini. Alors nous entendrons un accord, d’une céleste, harmonie, qui, commencée en nous-mêmes, résonnera dans toutes les basiliques et les monuments de Rome. »

— (Notes sur l'Italie, voyage d'octobre 1885)

### Vie cloitrée
Cet oncle à qui elle avait confié sa décision d’entrer en religion, avait frémi intérieurement : «une telle contrainte si peu conforme aux besoins de la nature extrêmement vivante de Marthe ». Le 21 février 1888, la demande de la jeune fille était acceptée; elle entrait postulante au noviciat de cette chère congrégation qui avait répondu affirmativement à sa question : puis-je espérer être envoyée en pays de mission. L’abbé Devuns avait vu juste: ravalée jusqu’à anéantir non pas seulement ses ravissements intellectuels mais son assistance habituelle aux démunis et jusqu’à ses propres mortifications corporelles devenues interdites aussi, Sœur Marthe-Emmanuel de la Compassion y était prête mais trop de souffrances intérieures réagirent sur sa santé. Elle qui n'avait jamais été malade. Au bout de cinq mois, elle a été transférée au couvent de Jouarre où la règle contemplative de Saint Benoît pouvait mieux lui convenir ; sa santé s’altéra encore plus rapidement. Son cher Cuncy la rétablit en quelques mois ; de nouveau acceptée par les Assomptionnistes mais à leur couvent de Poitiers où sa sœur était jeune professe, elle y prit l’habit le 2 février 1889. Quinze jours après, sereine, elle était de retour à la maison-mère pour y faire son noviciat tout en prodiguant des leçons de latin aux sœurs. Elle se mit alors à maigrir au point d’inquiéter la supérieure qui bientôt la renvoya pour l’été en famille puis, à sa demande suppliante, l'a reprise. Pour changer d’air, leur couvent de Cannes s’est ouvert à elle ; puis, en prolongement, celui de Saint-Martin-Vésubie. Le dépérissement est devenu alarmant mais la novice voulait mourir dans l’habit de professe. Même échec à Bordeaux où Marie était mutée, alors malgré l’évidence pour le monde religieux de la vocation de sa fille, Mme Devuns comprit que le problème n’était pas de lieux mais intérieur. En effet, la novice que l’hiver 1891-1892 à Cuncy avait encore ranimée, eut la joie de pouvoir poursuivre sa préparation aux vœux, à Gênes ; cette étape-là, plus longue, de 1892 à 1894, lui fut la plus douloureuse. Moins comprise et moins encouragée qu’ailleurs, plutôt accusée, elle put, dans la nuit de l’âme, devenir professe de l’Assomption mais à quel prix ! « Son âme et son corps lui criaient grâce sans qu’elle veuille les entendre ». Cette fois elle tombe assez gravement atteinte pour que la clairvoyante Supérieure de l'Ordre mette définitivement fin à la vie religieuse de Marthe « sous leur habit ni même sous un autre ». Il fallut à 31 ans que Marthe — tout en gardant de ses sept années de cloitre, austérité et prière — se réadaptât moralement et physiquement à la vie séculière chez les siens.

### Missionnaire dans la cité
« Marthe n’est pas faite pour vivre entre quatre murs, avait dit une des supérieures de l’Assomption, c'est sur les places publiques qu'elle doit prêcher ». Tout en observant dans le monde comme au cloitre, ses vœux de religion, « elle n’eut plus alors qu’une pensée, conquérir des âmes à Jésus-Christ ». Son engagement assidu auprès des pauvres trouva à reprendre rue Mouffetardpuis elle s'isola à Nevers dans des conditions spartiates pour visiter les pauvres, les malades, assister les tuberculeux ; évangélisant des forains sous la direction de l’abbé Merle, le fondateur du journal La Croix du Nivernais.

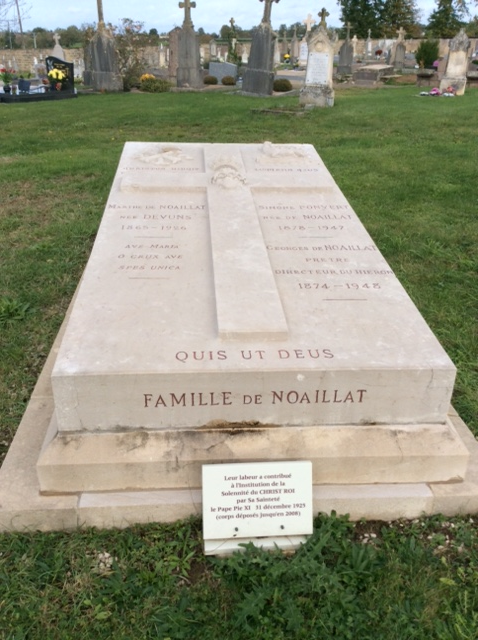
Tombe Noaillat au cimetière de Paray-le-Monial

#### Directrice du cours Bossuet à Paris
Une congrégation enseignante se sécularisant en prévision de la nouvelle loi cherchait une diplômée pour pouvoir ouvrir une maison d'éducation, le cardinal Richard dut intervenir dans ce sens pour que Mlle Devuns acceptât le poste, ce à quoi elle se résolut à condition que ce soit sans rémunération. À partir du 15 novembre 1902, elle habita cette école nouvellement installée 75, rue Mozart, où, pendant trois ans, recevoir les parents, donner des cours en petite classe comme en terminale, tenir une nombreuse correspondance, ne la privèrent pas de ses visites aux hôpitaux, aux malheureux habitants des terrains vagues du lieu ; à la chapelle des Apprentis d'Auteuil, catéchiser tous les dimanches matins des enfants obtenus par sa démarche auprès des familles.

#### Directrice de la Ligue patriotique des femmes patriotes françaises
C’est alors que sa vie fut orientée vers un champ d'action plus vaste ; la conjoncture se fit inopinément par le curé de Villiers-sur-Yonne, en réunion à Clamecy en même temps que le vice-président de l’A.C.J.F Association de la jeunesse catholique de Paris, Georges de Noaillat à qui il apprit l’existence de sa zélée paroissienne de Cuncy.  La sœur de Georges, Simone, étant elle-même attachée aux œuvres d'Emmanuel de Gibergues; l’amitié s’établit entre eux trois. Frappée par la piété ardente de l’ascétique Marthe et sa grande intelligence, Simone en avisa Geneviève de Bournoville, présidente de la Ligue patriotique des Françaises qui enrôla Marthe, conférencière. Nouveauté que de voir des femmes participer à la vie nationale, la Ligue — née au lendemain des décrets de persécution — répondait à un besoin de la France catholique. « Nous, Mesdames, affirmait Marthe Devuns, nous ne prétendons pas former en nos adhérentes des doctoresses, ou des suffragettes […] Nous voulons les transformer en catholiques intégrales, ayant de justes idées sur les moyens à employer pour garantir les prérogatives sacrées que le Christianisme leur a rendues, et leur droit à la vie par le travail. ». Le moyen le plus sûr pour ramener le peuple à la foi est comme l'explique l'un des premiers tracts de la LPDF: répandre de bons journaux, organiser des conférences; « rendre service en créant ou soutenant toutes les œuvres sociales : crèches, orphelinats, écoles ménagères, dispensaires, cercles ouvriers, bibliothèques, secrétariats du peuple. ». Cette « première organisation massive de femmes et plus importante association féminine française de la première moitié du XXe siècle comptait 500 000 membres en 1911 qui veulent que la France reste chrétienne. » — Guy Thuillier. Lancée dans l’action, Marthe, le cours Bossuet abandonné en juillet 1906, se dévoua en tournées tous azimuts, héritière de l’éloquence paternelle ; préparant à l’occasion l’élection de candidat catholique dans les divers départements, organisant des comités locaux et y revenant. Les conditions de déplacements et de logements de la France d'alors ne la distrayant jamais de l'office religieux journalier ni de la lecture du bréviaire qui était son apaisement, sous la direction spirituelle de Jean-Martial Besse. Elle devint la directrice de l’Association et y fonda en 1911 le premier cercle de jeunesse féminine; l’objectif souhaité était de « former un jour des Ligueuses, non pas plus zélées que celles d’aujourd’hui, ce serait bien difficile, mais plus instruites, plus averties». Elle les forma à s’intéresser à la société, à rédiger, à prendre la parole dans des causeries et affermir leur foi.

#### Mariage
Simone et son frère Georges habitaient rue Dufour, à côté de Saint-Sulpice, avec leur grand-mère paternelle (leurs parents étaient déjà décédés, à 43 et 46 ans) ; Marthe quand elle quitta l’école de la rue Mozart s’installa dans leur immeuble pour favoriser la collaboration étroite des deux ligueuses. Au décès de l’aïeule le 21 novembre 1907, le trio emménagea dans un endroit plus calme Avenue de Breteuil — chacun voyageant pour leur fondation, congrès ou conférences — et se disloqua quand Simone se maria le 1er juin 1911. Georges (37 ans) et Marthe qui en avait 45 se marièrent quelques mois plus tard, ce qui ne changea nullement l’activité apostolique laïque des époux, autorisés par leur évêque de pouvoir mener une vie chaste.

#### Directrice duMusée du Hiéron
Marthe va désormais prendre une part plus grande aux œuvres personnelles que son mari se voit chargé d’entreprendre. Lui qui jusqu’alors fondait, son devoir professionnel rempli, soutenait des syndicats chrétiens, faisait des conférences, écrivait des articles dans certains périodiques, a vu à 27 ans sa vie brusquement changer. L’ami, « cœur humble et généreux », qu’il s’était fait en allant prier à Paray le Monial, et avec qui « entretenait de plus en plus des relations intellectuelles », Alexis de Sarachaga le désigna en 1908 successeur de l’œuvre qu’il y menait depuis quarante ans: « proclamer le Christ régnant dans l’Eucharistie ». Marthe, ne participant presque plus aux activités de la LPDF, la tâche du couple, héritier testamentaire, ne se borna pas à mettre en valeur les collections de l'histoire eucharistique que possédait le musée d’art religieux. Ils se sont attachés à dégager, des sources documentaires confiées à leur érudition, le rayonnement du Christ-Hostie dans les fastes du monde en lui apportant une perspective plus orthodoxe qu’il n’était. Le premier dévouement de Marthe à Paray fut de dresser un Guide pour les visiteurs en 1919.

#### Un vœu à l’origine d’une fête
L’origine de l’œuvre critique qu'a été le Hiéron spirituel en 1876, avec la fondation de la Société du règne social du Christ-Hostie par le Père Drevon, convint pleinement à Marthe de Noaillat, « âme énergique, rayonnante de zèle et de charité ». Elle reprit aussitôt l’initiative du jésuite italien, P. Jean Marie Sanna-Solaro de Turin qui, venu à l’appel du pèlerinage en 1881 avait envisagé la nécessité d’une fête en faveur de Jésus Christ-Roi; s’en était même remis au Vatican, Léon XIII ne donna pas suite ; cinquante ans plus tard, elle s’y consacra entièrement. Entre Désiré Hyacinthe Berthoin, évêque d'Autun qui connaissait les activités du couple et Albert Nègre, archevêque de Tours où résidait Simone Ponvert Noaillat, le souhait que vint leur soumettre Marthe en février 1920 fut approuvé. Elle rédigea donc une supplique, trois grandes pages à adresser au Pape. À l’occasion à Rome de la canonisation de Marguerite Marie le 13 mai suivant, l’évêque d’Autun la proposa à Benoît XV mais sans succès non plus car l’attestation d’un consentement universel obligatoire manquait.

#### Propagandiste
L'historique du mouvement parti du Hiéron (ou Société du Règne social de Jésus-Christ) est relaté par sa directrice elle-même

##### Auprès des hauts dignitaires ecclésiastiques
Les Noaillat, présents à Rome pour les cérémonies, comprirent que la Société du règne devait réunir la majeure partie de l'épiscopat et revinrent de leur voyage, ayant personnellement confié leur grand projet à neuf cardinaux, seize évêques, sept prélats, cinq généraux d’ordre, etc. mais les deux années suivantes passèrent à réunir difficilement quarante signatures, le cardinal Mercier par exemple ne la donna que devant l’Assemblée des évêques belges. Réticence générale pour une entreprise de cette importance, ne provenant que de deux laïcs, pourtant en 1870 le vœu national de consacrer la France au Sacré-Cœur de Jésus est né aussi de deux jeunes pères de famille, Alexandre Legentil et Hubert Rohault de Fleury.
Les efforts ont été très coûteux à la nature pour Marthe qui se déplaçait en solliciteuse certes mais plaidant surtout une cause, sa théologie jamais en défaut face à ces prélats. Se sentant seuls devant la tâche à accomplir, les Noaillat placèrent une statue de saint Michel au-dessus du fronton du palais du Hiéron. Les évêques impliqués convièrent tout de même leurs confrères, tous s’en remettant aux ouvriers de la première heure, les Noaillat. L’aboutissement finit par arriver et d’une manière étonnamment rapide quand le père Calot, nouveau directeur de l’Apostolat de la Prière, se mit de la partie. « Ce mouvement vaste comme le monde » fut un puissant auxiliaire qui en quatre ans apporta 435 adhésions épiscopales étrangères (Canada, l’Amérique latine qui adhéra en masse, les États-Unis très bien représentés… ) ; et l’ami Venturini, directeur de l’A.P. Italie, contacta tous les évêques de la péninsule. Le référendum universel demandé par Benoît XV à l’évêque d’Autun « atteignit 779 signatures à travers les deux hémisphères ».

##### Auprès de l'église des fidèles
Après la voix de l’église enseignante, le pape a voulu entendre celle de l’église enseignée. : 

« Il serait bien triste de proclamer, le Christ, roi, parmi l’indifférence des hommes, ces sujets »

— Cardinal Laurenti, 3 février 1924
Madame de Noaillat lança la pétition en écrivant aux présidents d’associations (ligues, archiconfréries, fédérations) de s’unir à la Société du Règne, certes mais il fallait préparer la fête en propagandant par la presse catholique. Les diocèses de Tours et d'Angers ont envoyé des signatures par milliers ; à Toulon, Félix Guillibert répand la souveraineté universelle du Christ au peuple chrétien ; la Hongrie envoya aussi à Rome des milliers et des milliers d'adhésions ; et celles que Camillo Laurenti a gagné du cardinal Frühwirth en Tchécoslovaquie.

#### Promulgation
Ce n’est qu’à la remise du mémoire demandé par le pape Pie XI que pour Marthe le travail de la Fête fut fini — la liste des adhésions cardinalices et épiscopales et de tous les groupes, nation par nation, remplissait 36 grandes pages et six annexes adressées à la Sacrée Congrégation des rites. Le couronnement de l'œuvre apostolique de Marthe eut lieu trente mois plus tard quand, en clôture de l'Année sainte, la deuxième encyclique de S. S. Pie XI, qu'elle avait si fortement souhaitée, Quas Primas, institua officiellement la fête de la Royauté du Christ (11 décembre 1925).

« Mérite spécifiquement français : l'institution de la fête du Christ-Roi. Nous n'aurions pas eu Quas Prima de Pie XI s'il n'y avait pas eu auparavant l'intense travail de préparation et de sensibilisation de Marthe de Noaillat. »

— Brunero Gherardini, Revue Catholica, Autour de la méthodologie de la réforme, automne 2011, n°113, p.31.

### L'adieu
Au lendemain de l'apothéose qu’elle appelait ma plus grande victoire, « sa personnalité de laïque ayant toujours trouvé un mur devant elle », la vie lui fut subitement retirée à 60 ans sur le lieu de son travail.  Les émanations d’oxyde de carbone refoulées ce jour-là, par une atmosphère extérieure très défavorable, avaient constitué peu à peu dans la petite pièce où Madame de Noaillat et Mlle Lépine sa secrétaire entrèrent prendre leur repas matinal une véritable nappe empoisonnée. L’Écho de Paris. Un concours de circonstances fit que personne n’a pu les secourir, on ne les trouva que plusieurs heures plus tard (M. de Noaillat étant parti la veille pour Paris où l’appelait la fondation de leur revue, la concierge hospitalisée depuis quelques jours et la personne qui devait la remplacer, retenue chez elle ce matin-là). « Elle a mené le bon combat, elle a accompli sa mission » en déduisit aussitôt le Cardinal Laurenti. « Quel honneur d’avoir été pendant six années au service de l’Église » avait-elle dit peu de temps avant. Elle comptait désormais diffuser les enseignements de l’encyclique, un congrès était prévu et a eu lieu à Paray le mois d'aout suivant ; la revue Le Christ-Roi avait édité son premier numéro, rédigé de sa main. « Son but bien déterminé : Dieu aimé et servi ». Parallèlement et simultanément au Règne social, dès 1921, celle que l'on appelait l'apôtre du Christ-Roi a ajouté une société missionnaire au Hiéron. 
Le couple Noaillat Devuns est inhumé au cimetière de Paray-le-Monial

## Parutions
Marthe de Noaillat (préf. Simone de Noaillat-Ponvert), L'Ame de Jérusalem : Pèlerinage en Terre sainte - Notes intimes, Paris, Maison de la Bonne Presse, 1933, 72 p. (lire en ligne), p. 37.